# Gabriel Ramón
Gabriel Fernando Ramón (Lanús, 20 de mayo de 1976) es un exfutbolista y entrenador argentino. Jugaba como defensa central.

## Trayectoria
Su primer partido en primera fue el 24 de noviembre de 1996 frente a Newell's Old Boys vistiendo la camiseta de Lanús donde hizo las inferiores. Al año siguiente, siendo compañero de zaga de Oscar Ruggeri, obtiene el subcampeonato de la Copa Conmebol.
En junio de 2004 llegó a Gimnasia y Esgrima (Jujuy) y consiguió el ascenso a Primera División, quedándose en ese club hasta 2009. 
En junio de 2009 año recaló en Belgrano de Córdoba, para jugar la temporada 2009/2010. En la temporada siguiente obtiene con su equipo el ascenso a Primera División aunque no participó en ningún partido.
Finalmente llegó la hora de jugar en El Porvenir, en donde jugó 21 partidos entre Copa Argentina y Primera C, y marcó 2 goles.
Gabriel Ramón disputó su último partido el 10 de abril de 2012 ante el Deportivo Laferrere y, tras quedarse sin lugar en el equipo cuando llegó el DT Luis Ventura, se retiró del fútbol profesional.
El 15 de diciembre de 2012 debuta como DT de El Porvenir en ocasión de enfrentar como visitante a Justo José de Urquiza y lo derrota por 1 a 0. Al equipo de Gerli lo termina dirigiendo en 19 partidos, en los que obtuvo 9 victorias, 6 empates y 4 derrotas, realizando una gran campaña aunque no le alcanzaría para mantener la categoría, motivo por el cual dejó su cargo una vez consumado el descenso a la Primera D.
Después de dejar El Porvenir, dirigió la 3.ª y 4.ª división del Club Atlético Lanús.
- Datos: Q5873515